# 라 에키다드

라 에키다드(La Equidad)는 콜롬비아의 수도 보고타를 연고로 하는 축구팀이다. 이 팀은 1982년에 창단하였다.

## 선수 명단

### 현역
참고: FIFA 자격 규정에 따라 소속된 국가대표팀 국기를 표시합니다. 선수는 복수의 FIFA 비회원국 국적을 가지고 있을 수 있습니다.
| 번호 | 포지션 | 국적       | 이름              |
| ---- | ------ | ---------- | ----------------- |
| 1    | GK     | 베네수엘라 | 크리스토퍼 바렐라 |
| 3    | DF     | 콜롬비아   | 안드레스 코레아   |
| 9    | FW     |            | 레난 올리베이라   |

| 번호 | 포지션 | 국적 | 이름 |
| ---- | ------ | ---- | ---- |

## 역대 감독
| 감독                     | 임기        |
| ------------------------ | ----------- |
| 루이스 페르난도 수아레스 | 2017 ~ 2018 |